# Уогинтас, Витаутас Юозович
Витаутас Юозович Уогинтас — советский хозяйственный, государственный и политический деятель.

## Биография
Родился в 1918 году в Кетурвалакяе. Член КПСС с 1943 года.
Участник Великой Отечественной войны, боец 16-й литовской стрелковой дивизии, партизан-радист оперативной группы Южного подпольного комитета ЦК Коммунистической партии Литвы, работник ЦК КП(б)Л, первый секретарь ЦК Литовского ленинского коммунистического союза молодежи, заместитель министра просвещения Литовской ССР, заведующий отделом культуры, науки и школы ЦК ЛКП, ректор Вильнюсского педагогического института, председатель правления Центра Общества охраны памятников и краеведения.
Избирался депутатом Верховного Совета Литовской ССР 4-9-го созывов.
Умер в Вильнюсе в 1994 году.